# Sid Vicious (catch)
 (avril 2025).
Si vous disposez d'ouvrages ou d'articles de référence ou si vous connaissez des sites web de qualité traitant du thème abordé ici, merci de compléter l'article en donnant les références utiles à sa vérifiabilité et en les liant à la section « Notes et références ».
En pratique : Quelles sources sont attendues ? Comment ajouter mes sources ?
Pour les articles homonymes, voir Sid.
Cet article concerne le catcheur ou lutteur professionnel. Pour le musicien britannique, voir Sid Vicious.
Sidney Raymond « Sid » Eudy est un catcheur américain né le 16 décembre 1960 à West Memphis dans l'Arkansas et mort le 26 août 2024. Plus connu sous le nom de Sid Vicious, il a également été surnommé Sid Justice ou encore Sycho Sid. 
Il a remporté quatre fois le titre de champion du monde : deux fois avec la World Wrestling Federation (WWF) et deux avec la World Championship Wrestling (WCW).

## Jeunesse
Sidney Raymond Eudy fait partie des équipes d'athlétisme, de football américain et de basket-ball de son lycée. Il participe à un camp d'entraînement des Showboats de Memphis mais n'est pas retenu pour jouer dans cette équipe de l'United States Football League.

## Carrière

### Débuts (1987-1989)
Sid Eudy rencontre Randy Savage  et d'autres catcheurs dans une salle de sport de Memphis. Ils lui recommande de faire du catch. Il s'entraîne auprès de Tojo Yamamoto avant de faire ses débuts à la Continental Wrestling Association (en), la principale fédération de Memphis, masqué sous le nom de Lord Humongous. Il lutte aussi à la Continental Championship Wrestling, une fédération basée à Knoxville,au Texas à la World Class Championship Wrestling (en) et va aussi au Japon à la New Japan Pro Wrestling,. C'est durant un passage au Texas qu'il commence à utiliser le nom de ring de Sid Vicious en hommage au bassiste des Sex Pistols. 

### Premier passage à laWorld Championship Wrestling(1989-1991)
Sid Vicious arrive pour la première fois à la World Championship Wrestling (WCW) en 1989. Il commence par faire équipe avec Dan Spivey et ils se font appeler les Skycrapers. Ils ont Teddy Long comme manager. Ils font leur débuts télévisé le 1er juillet 1989 où ils battent rapidement Mark Smith et Ray Lloyd.

## Palmarès
- Continental Wrestling Association
  - 1 fois Champion Poids-Lourds

- NWA Georgia
  - 1 fois Champion Poids-Lourds

- NWA Northeast
  - 1 fois Champion Poids-Lourds

- Southeastern Championship Wrestling
  - 1 fois NWA Alabama Heavyweight Champion
  - 1 fois NWA Southeastern Heavyweight Champion
  - 1 fois NWA Southeastern Tag Team Champion avec Shane Douglas

- United States Wrestling Association
  - 1 fois USWA Texas Heavyweight Champion
  - 2 fois USWA Unified World Heavyweight Champion

- Pro Wrestling Illustrated
  - Retour de l'année en 1996

- World Championship Wrestling
  - 1 fois Champion poids-lourds des États-Unis
  - 2 fois WCW World Heavyweight Championship

- World Wrestling Federation
  - 2 fois Champion de la WWF

- Wrestling Observer Newsletter awards
  - 5 Star Match (1991) avec Larry Zbyszko, Barry Windham et Ric Flair vs. Sting, Brian Pillman, Rick Steiner et Scott Steiner (24 février, WarGames match, WCW WrestleWar)
  - Most Overrated (1993)
  - Readers' Least Favorite Wrestler (1993)
  - Worst Worked Match of the Year (1990) vs. the Night Stalker à Clash of the Champions XIII